# Stacy Peralta
Pour les articles homonymes, voir Peralta.
Stacy Peralta, né le 15 octobre 1957 à Venice (un quartier de Los Angeles) en Californie, est un réalisateur américain, ainsi qu'un ancien skateboarder professionnel, team surfer et entrepreneur. Il était un membre originel des Z-Boys et est bien connu dans le monde du skateboard comme l'un des pionniers de la vert, la pratique en rampe du skateboard, adaptation du style typique du surf.

## Biographie

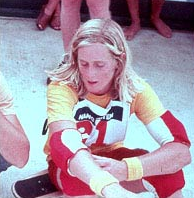
Peralta en 1976.

À 19 ans, Peralta devint le pro-skateur le mieux coté. Peu après, il s'associa à George Powell pour fonder la compagnie de matériel de skateboard Powell-Peralta. Avec les fonds amassés grâce à cette compagnie, Peralta forma la Bones Brigade, une équipe formée des meilleurs skateurs de l'époque, la majorité d'entre eux ayant révolutionné le skateboard moderne. Il commença également à réaliser et produire les premières démos vidéographiques pour des skateurs tels que Tony Hawk. Les vidéos qu'il a réalisé pour Powell-Peralta furent en partie responsables de la troisième renaissance du skateboard et sont largement considérées comme les meilleures vidéos de skate jamais réalisées[citation nécessaire].
Fin 1991, Peralta quitta Powell-Peralta pour produire et réaliser pour la télévision a plein temps. Son amour toujours sous-jacent pour le skateboard se manifesta dans le film Dogtown and Z-Boys, un film documentaire auto-biographique concernant ses jeunes années de skateboarder, et Riding Giants (2004), un documentaire sur l'histoire du surf moderne. Dogtown a gagné un award au Sundance Film Festival de 2001. Peralta a également écrit le scénario de l'adaptation dramatique de l'époque de Dogtown dans Les Seigneurs de Dogtown (2005).
L'expérience de Peralta comme entrepreneur et réalisateur de démo de skate fut adaptée pour le jeu vidéo Tony Hawk's Underground ; Peralta y tenait son propre rôle.
Il est le père du pianiste Austin Peralta, décédé en 2012.